# Acronemus tuberculatus
L'acronemo (Acronemus tuberculatus) è un pesce cartilagineo estinto, dall'incerta collocazione sistematica. Visse nel Triassico medio (circa 240 milioni di anni fa) e i suoi resti fossili sono stati ritrovati nel ben noto giacimento di Besano - Monte San Giorgio (tra Italia e Svizzera).

## Descrizione
Questo animale era un piccolo squalo di poche decine di centimetri di lunghezza (circa 35 centimetri). I fossili sono mal conservati, ma permettono di ricostruire un animale dal corpo relativamente compatto e dalla testa grossa, piuttosto simile all'attuale squalo di Port Jackson (Heterodontus portusjacksoni). Le due pinne dorsali erano precedute da grosse spine dalla struttura massiccia, ornate da tubercoli; la dentatura era composta da elementi bassi e appiattiti, dotati di creste ben sviluppate, assai simili ai denti di altri squali più grandi ritrovati nello stesso giacimento (come Acrodus). La forma delle mascelle, invece, richiama quella di altri squali più antichi come Goodrichthys, mentre la scatola cranica possedeva caratteristiche che non si riscontrano in alcuna forma di squalo nota. 

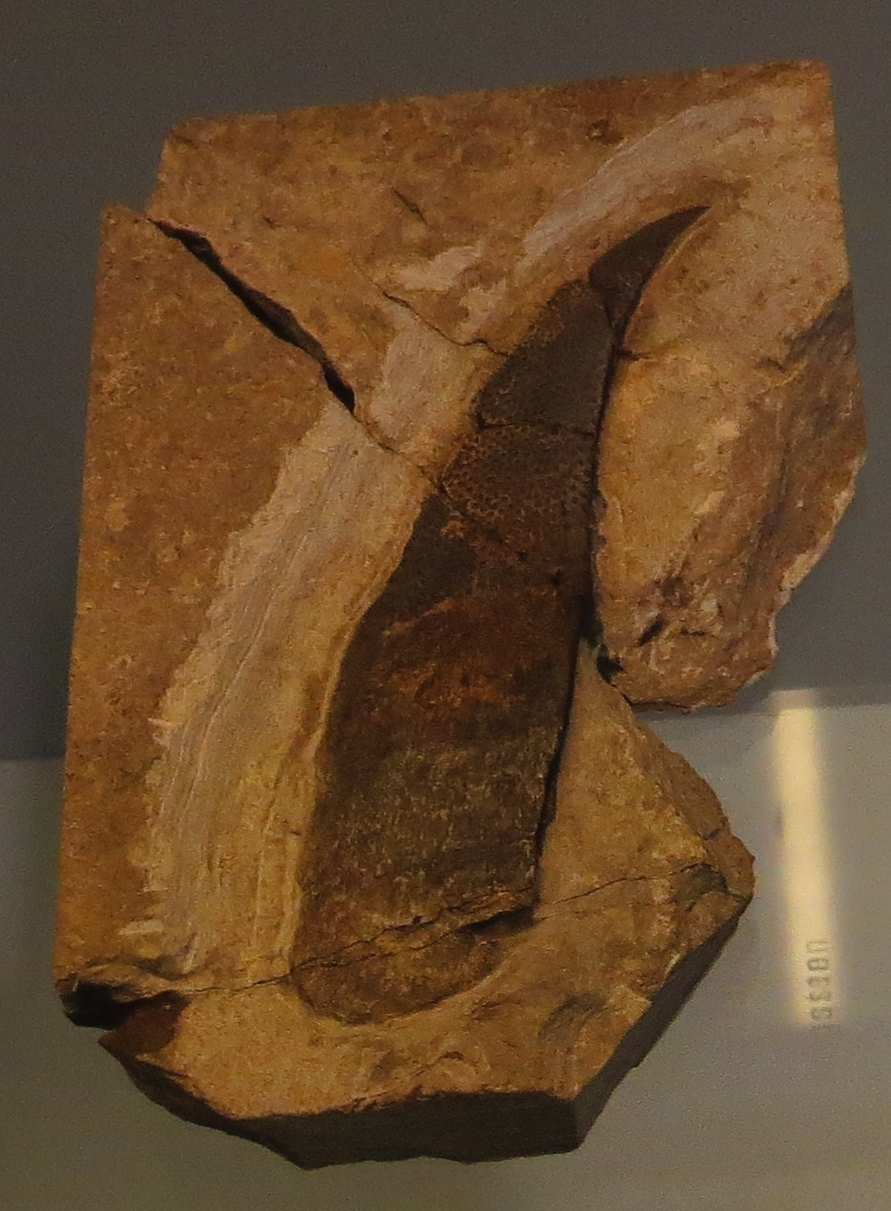
Spina di Acronemus tuberculatus

## Classificazione
I fossili di questo animale vennero descritti originariamente nel 1886 da Francesco Bassani, che ne studiò resti isolati provenienti da Besano e li attribuì a due specie diverse: le spine delle pinne dorsali furono descritte come Nemacanthus tuberculatus, mentre i denti furono denominati Acrodus bicarinatus. Solo nel 1982, con la scoperta di un esemplare più o meno completo (benché mal conservato) trovato sul Monte San Giorgio, Olivier Rieppel comprese che i fossili sparsi studiati da Bassani appartenevano a una sola specie, che venne denominata Acronemus tuberculatus. Questo animale possedeva caratteristiche miste, alcune delle quali ricordavano gli antichi ctenacanti del Paleozoico, altre gli squali ibodonti (come Acrodus) e altre ancora che sembrerebbero anticipare gli squali di tipo moderno (Neoselachii). Altri fossili attribuiti ad Acronemus sono stati ritrovati in Polonia e in Austria.

## Paleobiologia
Uno studio della scatola cranica di Acronemus, compiuto utilizzando la tomografia assiale computerizzata e tecniche di ricostruzione digitale in 3D, ha messo in luce alcune caratteristiche insolite, che suggeriscono che questo animale possedeva una fonorecezione semi-direzionale a bassa frequenza (Maisey, 2011). I denti grossi e piatti indicano che Acronemus si nutriva di prede dal guscio duro, che veniva frantumato quando l'animale chiudeva le mascelle.